# Puig Beix
El Puig Beix és una muntanya de 449 metres que es troba al municipi de Sitges, a la comarca catalana del Garraf. Es troba a l'est del Puig Sabataire.